# わたし、二番目の彼女でいいから。
『わたし、二番目の彼女でいいから。』（わたし にばんめのかのじょでいいから）は、西条陽による日本のライトノベル。イラストはRe岳が担当している。略称は「二番目彼女」。電撃文庫（KADOKAWA）より2021年9月から刊行されている。
メディアミックス展開として、にの子によるコミカライズが『電撃コミックレグルス』にて2022年9月23日から連載されている。
「次にくるライトノベル大賞2021」では総合部門で15位、書き下ろし新作部門で5位をそれぞれ獲得している。『このライトノベルがすごい！』2023年版において、文庫部門7位、総合新作3位を獲得している。2025年2月時点で電子版を含めたシリーズ累計部数は35万部を突破している。

## 登場人物
声の項はPVの声優。
桐島 司郎（きりしま しろう）

早坂 あかね（はやさか あかね）
声：高橋李依

橘 ひかり（たちばな ひかり）
声 - 上田麗奈

遠野 あきら（とおの あきら）

宮前 しおり（みやまえ しおり）

## 既刊一覧

### 小説
- 西条陽（著）・Re岳（イラスト） 『わたし、二番目の彼女でいいから。』 KADOKAWA〈電撃文庫〉、既刊8巻（2025年3月7日現在）
  1. 2021年9月10日初版発行（同日発売[9]）、ISBN 978-4-04-913583-1
  2. 2022年1月10日初版発行（1月8日発売[10]）、ISBN 978-4-04-914154-2
  3. 2022年5月10日初版発行（同日発売[11]）、ISBN 978-4-04-914232-7
  4. 2022年9月9日発売[12]、ISBN 978-4-04-914401-7
  5. 2023年1月7日発売[13]、ISBN 978-4-04-914688-2
  6. 2023年7月7日発売[14]、ISBN 978-4-04-915128-2
  7. 2024年3月8日発売[15]、ISBN 978-4-04-915445-0
  8. 2025年3月7日発売[16]、ISBN 978-4-04-915914-1

### 漫画
- 西条陽（原作）・Re岳（キャラクター原案）・にの子（漫画） 『わたし、二番目の彼女でいいから。』 KADOKAWA〈電撃コミックスNEXT〉、既刊2巻（2024年9月27日現在）
  1. 2023年7月27日発売[17][18]、ISBN 978-4-04-915006-3
  2. 2024年9月27日発売[19]、ISBN 978-4-04-915935-6

## ASMR
2024年3月8日に「早坂あかねver.」のASMRが発売された。声はPVでも同キャラを担当した高橋李依が演じている。